# Bostra (piralídeos)
Bostra (Crambidae) é um gênero de mariposa pertencente à família Crambidae.